# 埼玉県国民健康保険団体連合会
埼玉県国民健康保険団体連合会（さいたまけんこくみんけんこうほけんだんたいれんごうかい）は、国民健康保険法第83条の規定に基づいて埼玉県の国民健康保険を取り扱う自治体と国民健康保険組合によって設立されている国民健康保険団体連合会である。

## 沿革
- 1943年6月19日 -「埼玉県国民健康保険組合連合会」設立[1]
- 1948年12月1日 –「埼玉県国民健康保険団体連合会」に改称

## 加入団体
自治体
- さいたま市
- 川越市
- 熊谷市
- 川口市
- 行田市
- 秩父市
- 所沢市
- 飯能市
- 加須市
- 本庄市
- 東松山市
- 春日部市
- 狭山市
- 羽生市
- 鴻巣市
- 深谷市
- 上尾市
- 草加市
- 越谷市
- 蕨市
- 戸田市
- 入間市
- 朝霞市
- 志木市
- 和光市
- 新座市
- 桶川市
- 久喜市
- 北本市
- 八潮市
- 富士見市
- 三郷市
- 蓮田市
- 坂戸市
- 幸手市
- 鶴ヶ島市
- 日高市
- 吉川市
- ふじみ野市
- 白岡市
- 伊奈町
- 三芳町
- 毛呂山町
- 越生町
- 滑川町
- 嵐山町
- 小川町
- 川島町
- 吉見町
- 鳩山町
- ときがわ町
- 横瀬町
- 皆野町
- 長瀞町
- 小鹿野町
- 東秩父村
- 美里町
- 神川町
- 上里町
- 寄居町
- 宮代町
- 杉戸町
- 松伏町

国民健康保険組合
- 埼玉県医師国民健康保険組合
- 埼玉県歯科医師国民健康保険組合
- 埼玉県薬剤師国民健康保険組合
- 埼玉県板金工業組合